# Karl Dändliker
Karl Dändliker (født 6. maj 1849, død 14. september 1910) var en schweizisk historiker.
Dändliker var fra 1887 professor ved universitetet i Zürich. Han har forfattet en fortræffelig Geschichte der Schweiz (3 bind, 1884-87) med tonen særlig på kulturhistorien og Geschichte der Stadt und des Kantons Zürich (3 bind, 1908-12).